# (3173) McNaught
(3173) McNaught est un astéroïde de la ceinture principale découvert le 24 novembre 1981 par Edward L. G. Bowell à la station Anderson Mesa.
Cet astéroïde est ainsi nommé en l'honneur de l'astronome Robert H. McNaught.